# Назимица
Назимица — упразднённая деревня в Шарьинском районе Костромской области России. Входила в состав Троицкого сельского поселения. Исключена из учётных данных в 2025 году.

## География
Деревня расположена у реки Ветлуга.

## История
Согласно Спискам населенных мест Российской империи в 1872 году деревня относилась к 2 стану Ветлужского уезда Костромской губернии. В ней числилось 6 дворов, проживало 29 мужчин и 33 женщины.
Согласно переписи населения 1897 года в деревне проживал 61 человек (22 мужчины и 39 женщин).
Согласно Списку населенных мест Костромской губернии в 1907 году деревня относилась к Гагаринской волости Ветлужского уезда Костромской губернии. По сведениям волостного правления за 1907 год в деревне числилось 10 крестьянских дворов и 76 жителей. В деревне имелась ветряная мельница. Основным занятием жителей деревни был лесной промысел.

## Население
| 2008 | 2010 | 2014 |
| ---- | ---- | ---- |
| 0    | →0   | →0   |